# Detlef Bothe
Detlef Bothe (* 24. Juli 1965 in Braunschweig) ist ein deutscher Schauspieler, Regisseur, Produzent, Drehbuchautor und Kameramann. Bothe ist im Filmgewerbe hauptsächlich als Darsteller aktiv.

## Leben
Detlef Bothe wurde 1965 in Braunschweig geboren. Er absolvierte eine Ausbildung zum Kfz-Mechaniker und arbeitete als Gebrauchtwagenhändler, Szene-Gastronom und Musikveranstalter.
Von 1989 bis 1992 ließ sich Bothe am Zinner Studio München zum Schauspieler ausbilden. Es folgten Stückverträge an verschiedenen Theatern, wie Stadttheater Augsburg, Staatstheater Hannover, Junges Theater Göttingen, Hau 2 Berlin, Kammerspiele München und eine kontinuierliche Arbeit im Film- und Fernsehgeschäft, auch international, sowie verschiedene Arbeiten als Autor für Film und Theater. Sein Theaterstück Pornostars mit Liebeskummer wurde 2003 im Staatstheater Hannover uraufgeführt.
Ab dem neuen Jahrtausend begann Bothe auch als Filmemacher aktiv zu werden. Mit einigen Freunden drehte er 2001 den Film Feiertag, der 2002 den Sonderpreis für Mut, Innovation und Wahnsinn der Jury auf dem Filmfest München erhielt. 2004 erschien Meine Frau, meine Freunde und ich, ein Debüt im Ersten, 2007 Neben der Spur und 2009 der Film Mein – jeweils Spielfilme, für die er auch als Autor, Regisseur und Produzent verantwortlich war. Es folgte der Film Into the Suite in 2014, ein englischsprachiger Drogenthriller, in Generalfunktion als Filmemacher. 2015 entsteht Eva.S Die Nationalistin, ein dramatisches pornografisches Porträt einer Prostituierten, ebenfalls als Filmemacher. 2020 erscheint der Dokumentarfilm Kleine grosse Kämpfer, der Rugby Kids und einen alten Trainer porträtiert. Wieder als Filmemacher, inkl. Kameraarbeit.  2024 folgt nach dreijähriger Arbeit das Filmprojekt Deine schöne Hölle 117min. lang und 2024 im Kino veröffentlicht. Wieder als Filmemacher, inkl. Filmmontage und männliche Hauptrolle. In dem im November 2015 zur Uraufführung gelangten neuen James-Bond-Film James Bond 007: Spectre verkörpert Bothe als „Bösewicht“ ein Mitglied der internationalen Verbrecherorganisation Spectre.
Im November 2018 war Detlef Bothe bei „X-Factor: Das Unfassbare kehrt zurück“ in zwei Folgen als Moderator zu sehen. RTL II zeigte die neuen Folgen zugunsten des 20. Jubiläums von X-Factor: Das Unfassbare.
Bothe ist Mitglied der Deutschen Filmakademie.

## Filmografie

### Darstellung
- 1993: Tatort: Ein Sommernachtstraum (Fernsehreihe)
- 1995: Schlafes Bruder
- 1997: Ballermann 6
- 1997: Die Feuerengel
- 1998: Alarm für Cobra 11 – Kurze Rast
- 1999: Bang Boom Bang – Ein todsicheres Ding
- 1999: Nichts als die Wahrheit
- 2001: Polizeiruf 110: Bis unter die Haut
- 2001: Sass
- 2002: Feiertag
- 2002: Extreme Ops
- 2003: Die Musterknaben 3 – 1000 und eine Nacht
- 2003: Baltic Storm
- 2003: Vinzent
- 2004: Abgefahren – Mit Vollgas in die Liebe
- 2004: Gone – Eine tödliche Leidenschaft
- 2004: Meine Frau, meine Freunde und ich
- 2004: Der Alte – Folge 298: Du sollst nicht töten
- 2005: Speer und Er
- 2006: Rose
- 2006: Die Wilden Kerle 3
- 2006: Die Rosenheim-Cops – Diebstahl als Alibi
- 2006: FC Venus – Angriff ist die beste Verteidigung
- 2007: Neben der Spur
- 2008: Die Jagd nach dem Schatz der Nibelungen
- 2009: Mein
- 2010: Wolfsfährte
- 2010: Alles Liebe
- 2010: Snowman’s Land
- 2010: Max Schmeling
- 2011: Männerherzen … und die ganz ganz große Liebe
- 2011: Anonymus
- 2011: Pilgerfahrt nach Padua
- 2013: Tatort: Spiel auf Zeit
- 2015: Kommissar Marthaler – Ein allzu schönes Mädchen
- 2015: James Bond 007: Spectre
- 2015: Der Nachtmahr
- 2015: Kommissarin Lucas – Der Wald
- 2016: Protokolle des Bösen (TV-Reihe auf A&E)
- 2016: Operation Anthropoid (Anthropoid)
- 2017: Die Vierhändige
- 2018: SOKO München: Machtlos
- 2019: Der Sportpenner
- 2019: Deathcember
- 2020: Enfant Terrible
- 2020: Sky Sharks
- 2021: Wir Kinder vom Bahnhof Zoo (Fernsehserie, 3 Folgen)
- 2023: Deine schöne Hölle (Drehbuch, Regie, Schnitt, Darsteller)

### Regie
- 2002: Feiertag
- 2004: Meine Frau, meine Freunde und ich
- 2007: Neben der Spur
- 2009: Mein
- 2015: Eva S.

### Drehbuch
- 2001: 99euro-films
- 2002: Feiertag
- 2004: Meine Frau, meine Freunde und ich
- 2007: Neben der Spur
- 2009: Mein

### Produktion
- 2002: Feiertag
- 2004: Meine Frau, meine Freunde und ich
- 2007: Neben der Spur
- 2009: Mein

### Kamera
- 2002: Feiertag
- 2009: Mein

### Moderation
- 2018: X-Factor: Das Unfassbare kehrt zurück  (4 Folgen)
- 2020: X-Factor: Das Unfassbare kehrt zurück (6 Folgen)